# Tokyo Twilight Ghost Hunters
Tokyo Twilight Ghost Hunters (魔都紅色幽撃隊?, Mato kurenai yūgekitai) è un videogioco d'avventura che unisce elementi tipici del GdR strategico e della visual novel, uscito nel 2014 per PlayStation 3 e PlayStation Vita.
Un'edizione rinnovata intitolata Tokyo Twilight Ghost Hunters: Daybreak Special Gigs (魔都紅色幽撃隊 DAYBREAK SPECIAL GIGS?, Mato kurenai yūgekitai: Daybreak Special Gigs) è uscita, oltre che per PlayStation 3 e PlayStation Vita, anche per PlayStation 4, nel novembre 2015 in Giappone e nel settembre-ottobre 2016 in Occidente. Questa edizione ampliata è uscita inoltre per PC, il 17 marzo 2017, attraverso Steam.

## Trama
Ryusuke Touma è un alunno al terzo anno delle superiori, appena trasferitosi alla Kurenai Academy di Shinjuku, quartiere di Tokyo. Qui, facendo conoscenza con i suoi nuovi compagni di classe, familiarizza presto con Sayuri Mifune, la capoclasse, Saya, un'amica di Sayuri, e Masamune Shiga, un ragazzo sulla sedia a rotelle che gli chiede subito se crede nei fantasmi. Dopo essersi imbattuto in un pericoloso fantasma proprio all'interno della scuola e avendo contribuito a esorcizzarlo, Ryusuke accetta di entrare in un gruppo di cacciatori di fantasmi, i Gate Keepers, dei quali Masamune fa già parte, capitanati dalla intraprendente Chizuru Fukurai, che sembra interessata principalmente ai profitti economici, e che fa gestire ai Gate Keepers anche la redazione di un giornale che tratta di occulto. Dopo aver debellato un altro fantasma, ai Gate Keepers si unisce ufficialmente anche Sayuri, che sembra possedere come gli altri membri dei Gate Keepers una particolare capacità di vedere i fantasmi, e il gruppo prosegue nelle sue cacce rispondendo alle richieste che di volta in volta riceve.